# Vincent Gallagher
Vincent „Vince“ Joseph Gallagher, Jr. (* 30. April 1899 in Brooklyn, New York; † 27. Juni 1983 in Miami) war ein US-amerikanischer Ruderer, der an den Olympischen Sommerspielen 1920 teilnahm. Er gewann mit dem Achter der United States Naval Academy die Goldmedaille.